# 江釣子古墳群
江釣子古墳群（えづりここふんぐん）は、岩手県北上市上江釣子・北鬼柳・和賀町長沼に所在する古墳時代後期後半（7世紀後半から8世紀前半）の古墳群である。蝦夷塚とも呼ばれる。1979年（昭和54年）9月10日、国の史跡に指定され、1980年（昭和55年）3月24日、追加指定される。

## 概要
本古墳群は、北上川に注ぐ和賀川の形成した標高70 - 90メートルの低位段丘の縁辺および自然堤防上に立地する。古くから蝦夷塚として知られていた。

## 規模・形状
本古墳群は、4支群（猫谷地古墳群、五条丸古墳群、八幡古墳群、長沼古墳群）から構成されている。本古墳群では、直径10メートル前後、高さ1メートルほどの円墳が約120基ほど確認されている。古墳の周囲には、南側で切れる幅約1メートルほどの周濠が巡っている。

## 副葬品・埋葬施設
主体部の大半は、川原石を小口積みにした横穴式石室を真似た竪穴式石室である。石室の平面形は長方形であり、長軸が2～4メートルに対し、幅は0.4～0.7メートルと狭い。北壁に奥石を持ち、南側に形式的な羨門部を造るものもある。床には礫が敷かれ、仕切り石とその両壁に立石している
出土遺物には、蕨手刀（わらびてとう）、直刀、刀子（とうす）、鉄鏃、勾玉（まがたま）、管玉（くだたま）、切子玉、ガラス玉、金環、錫釧（すずくしろ）、轡（くつわ）、鉄斧、鎌、鍬先、土師器などがある。